# Cmentarz polskokatolicki w Grabówce
Cmentarz polskokatolicki w Grabówce – nieczynny cmentarz wyznaniowy dla wiernych Kościoła Polskokatolickiego położony w Grabówce. Obecnie cmentarz należy do parafii rzymskokatolickiej Matki Bożej Królowej Polski i św. Marcina w Grabówce.
Cmentarz polskokatolicki w Grabówce koło Annopola powstał w 1926 roku wraz z parafią Polskiego Narodowego Kościoła Katolickiego w tej miejscowości. 8 grudnia 1926 roku we wsi odprawiono pierwsze nabożeństwo starokatolickie. Budowę murowanej świątyni zakończono w 1929 roku. W 1956 roku wszyscy mieszkańcy Grabówki przeszli na wyznanie rzymskokatolickie do parafii Narodzenia NMP w Księżomierzy, tym samym cmentarz przeszedł na własność Kościoła rzymskokatolickiego. Od 1975 roku w Grabówce istnieje odrębna parafia rzymskokatolicka Matki Bożej Królowej Polski i św. Marcina.  